# اندیس آنومالی سیه چشمه
آنومالی سیه چشمه یک اندیس فلزی است که در حوالی شهر سیه چشمه استان آذربایجان غربی قرار دارد و مادهٔ معدنی موجود در آن، طلا است.سنگ میزبان این اندیس کنگلومرا، آهک است و دیرینگی آن به دوران الیگومیوسن می‌رسد. در این اندیس، پاراژنز‌های نقره، باریت، پیریت، زیرکن، آپاتیت یافت می‌شوند.